# Opatija svetega Avguština, Canterbury
Opatija svetega Avguština je bil benediktinski samostan v Canterburyju v Kentu v Angliji.  Opatija je bila ustanovljena leta 598 in je delovala kot samostan do leta 1538 v obdobju angleške reformacije. Po razpustitvi je začel propadati in leta 1848 so ostale le še ruševine. Od leta 1848 je bil del objektov uporabljen v izobraževalne namene, ruševine opatije pa so se ohranile kot zgodovinska vrednota. 

## Od ustanovitve do razpustitve
Leta 597 je Avguštin prišel v anglosaško Anglijo, kamor ga je kot misijonarja poslal papež Gregor I., da bi Anglosase spreobrnil v krščanstvo.  Kralj Kenta je bil v tem času Ethelbert. Deloval je v poganskem templju zunaj zidov Canterburyja vzhodno od mesta,  poročen pa je bil s kristjanko Berto. V skladu s tradicijo je dal kralj ne samo svoj tempelj in okolico znotraj ograje Avguštinu za cerkev in samostan, ampak je tudi odredil, da je treba cerkev postaviti kot "kraj sijaja, posvečeno blaženima apostoloma Petru in Pavlu", in jo obdaril z različnimi darili. Eden od namenov ustanovitve je bil zagotoviti prebivališče Avguštinu in njegovim bratom menihom. Kralj Ethelbert in Avguštin pa sta predvidela opatijo tudi kot grobišče opatov, nadškofov in kraljev Kenta. 
William Thorne, opatijski kronist 14. stoletja, je zapisal leto 598 kot leto ustanovitve. Samostanska poslopja so bila najverjetneje lesena v slogu saške gradnje, tako da so lahko bila hitro zgrajena. Cerkev so gradili trdno zidano, kot jih je Avguštin poznal iz Rima.  Cerkev je bila dokončana in posvečena leta 613. Okoli leta 624 je v bližini na vzhodu Edbald, Ethelbertov sin in naslednik, ustanovil drugo cerkev, posvečeno sveti Mariji, ki je tudi grobnica kentskih kraljev.  Opatija je tako kot sveti Avguštin postala znana po njegovi smrti. 
Prvi dve stoletji od ustanovitve je bil sveti Avguštin edina pomembna verska ustanova v kraljestvu Kent. Zgodovinar G. F. Maclear jo je označil kot "misijonarsko šolo", v kateri sta cveteli "klasično znanje in angleško učenje".  Samostan je imel veliko knjižnico z verskimi in posvetnimi knjigami. Poleg tega je imela skriptorij za izdelavo rokopisov. 

### Dunstanove reforme
Dunstan, canterburyjski nadškof od leta 959 do 988, je vplival na reorganizacijo opatije v skladu z benediktinskimi pravili. Stavbe so se razširile, cerkev obnovila. Dunstan je spremenil tudi posvetitev opatije,  prvotnima svetnikoma Petru in Pavlu je leta 978 dodal svetega Avguština.  Od takrat je bila opatija znana kot  opatijasvetega Avguština. 

### Vdori Dancev
Vdori Dancev niso obšli opatije svetega Avguština, a je leta 1027 kralj Knut vse premoženje vasi Minster-v-Thanet predal svetemu Avguštinu. To imetje je vsebovalo tudi ohranjeno telo svete Mildred. Vera v čudežno moč te relikvije se je razširila po vsej Evropi in prinesla veliko romarjev, ki so z darili obogatili opatijo. 

### Normanska osvojitev
Po normanski osvojitvi Anglije leta 1066 je Viljem Osvajalec zasegel posestva, vendar je spoštoval cerkveno premoženje.  V opatiji svetega Avguština so vse anglosaške zgradbe popolnoma rekonstruirali v obliki tipičnega normanskega benediktinskega samostana. Do leta 1100 so vse originalne zgradbe izginile pod romanskimi. Naslednja obnova je bila po velikem požaru leta 1168.  Uničenje je zajelo tudi majhen del zgodovinskih zapisov iz prejšnjega obdobja. 
Od okoli 1250 dalje je bilo obdobje bogastva, ko se je veliko gradilo."  Boggisova zgodovina imenuje to obdobje čas "posvetnega veličastja", ki so ga zaznamovali razsipni izdatki "za nove zgradbe, kraljeve obiske in bankete s tisoči gostov". V opatiji so uvedli številne dajatve. Velik dolg, ki je nastal, bi lahko opatijo uničil, če ne bi bilo velikodušnih dobrotnikov, ki so prišli na pomoč. 
Križni hodnik, refektorij in kuhinjo so popolnoma obnovili. Dodali so nove prostore za opate in veliko dvorano. V začetku 14. stoletja je bilo pridobljeno zemljišče za veliko klet (cellarium) (življenjski in delovni prostori za kletarja, ki je bil odgovoren za oskrbo opatije), pivovarno, pekarno in nov vinograd. Marijina kapela je bila zgrajena vzhodno od cerkve. 

### Fyndonova vrata
Opatijsko vhodno poslopje je bilo obnovljeno med letoma 1301 in 1309 v obdobju opata Fyndona. Od takrat so znana kot Fyndonova vrata ali Velika vrata. Prostor nad vhodom je bila kraljeva samostanska spalnica. Leta 1625 sta Karel I. in kraljica Henrietta Maria po poroki v stolnici v Canterburyju spala v tej dvorani.  Po obnovi leta 1660 so se Karel II. in njegova brata, vojvoda Yorški in Gloucestrski, na poti v London ustavili v opatiji in prebivali v njej. 
Fyndonova vrata so bila poškodovana zaradi nemške bombe med drugo svetovno vojno in jih je bilo treba obnoviti. Vrata stojijo nasproti majhnega trga, ki je bil od vladavine Karla I. znan kot Lady Wootton's Green. Kipa Ethelberta Kentskega in kraljice Berte stojita na zelenici. 
- Kip kralja Ethelberta
- Kip kraljice Berte

## Opatija od razpustitve do danes
Boggis v začetku 16. stoletja opisuje razpustitev samostanov kot "dneve dekadence". Čeprav je imel samostan v lasti 19.862 hektarjev posestev v Kentu, Boggis meni, da "zgodovinski dokazi prepričljivo dokazujejo, da so bili ti že obsojeni, tudi če Henrik VIII. nikoli ne bi razpustil samostanov". "Oderuško izsiljevanje" za papeža bi povzročilo stečaj. 
Angleška reformacija, ki je spremljala razpustitev samostanov, je bila pred stečajem. Reformacija je zamenjala papeža (duhovnik) z monarhom (laikom). Ukrepi, ki jih sprejel parlament, so okrepili moč laikov v primerjavi z močjo duhovščine. Ti ukrepi so bili del angleške reformacije kot "veliki prenosi"  gospodarske in verske oblasti s cerkvene na posvetno oblast. 
Del "velikega prenosa" se začel, ko je parlament dal kralju Henriku VIII. pooblastilo, da razpusti samostane in zapleni premoženje za krono. Razlog za to je bil tudi, ker verske hiše niso več uporabljale svojega premoženja samo za posebne verske namene, za katere je bilo izvorno namenjeno. 
30. julija 1538 so prišli kraljevi komisarji prevzet opatijo svetega Avguština. Zadnji opat in menihi so zapustili samostan. Opatija s posestvi, blagom, zgradbami in vsemi drugimi dobrinami je postala last krone. Končalo se je več kot 940-letno obdobje meniške prisotnosti. 

### Uničenje
Med preostankom Henrikovega vladanja je bil samostan svetega Avguština v lasti krone, nekatere zgradbe so bile spremenjene v kraljevo prebivališče. Leta 1541 so se začeli drugi deli opatije rušiti, material so prodajali.  Nekaj kamna je bilo uporabljeno za utrdbo v Pale of Calais (francosko le Calaisis), več pa je bilo prodanega za lokalne potrebe. Knjižnica z 2000 rokopisi je bila uničena, zakladnica oplenjena.
Kraljevo rezidenco je občasno uporabljala kraljeva družina vse do vladanja kraljice Elizabete I., ko so bile stavbe najete za nasledstvo plemičev. Leta 1558 je Elizabeta dala palačo v najem lordu Henriku Cobhamu. V tem času je kraljica tu obdržala dvor. Lord Cobham je živel v Kentu in zvesto služil kraljici kot diplomat in poslanec. [28] Po izdaji lorda Cobhama leta 1603 pod vladavino Jakoba I. je bila rezidenca dodeljena Robertu Cecilu, lordu Essendenskemu. 
Po Cecilovi smrti leta 1612 je bilo prebivališče preneseno na Edwarda, lorda Woottona iz Marleyja (včasih zapisano "Wotton"). [29] Lord Wootton je najel Johna Tradescanta starejšega za ureditev vrta. Wootton je umrl leta 1626, vendar pa je v palači živela lady Wootton do svoje smrti leta 1658. Park je še vedno znan kot Lady Wootton's Green. 
Sir Edward Hales (1626–1684) je dobil v posest premoženje po smrti lady Wooton, sledil naj bi mu njegov sin sir Edward Hales (1645–1695). Namesto da bi ohranjali premoženje, so novi lastniki zgradbe podrli in kamenje uporabili za gradnjo nove hiše na območju Hales Place.
Od takrat naprej do leta 1844 se je opustošenje nadaljevalo, dokler ni zajelo cerkve, križnega hodnika, kuhinje in refektorija.  Drugi deli so razpadli. Od leta 1770 do 1844 je bila v opatiji pivovarna (Alfred Beer & Company).  Leta 1804 je bil del posesti razdeljen na sklope in prodan. Uporabljali so jo tudi kot bowling in kegljišče. Ethelbertov stolp, preostanek stolpa normanske opatije, je bil odstranjen leta 1822.  Robert Ewell je v svojem Vodniku po samostanu in misijonarskem kolidžu svetega Avguština (Guide to St. Augustine’s Monastery and Missionary College) zapisal, da je v prvi polovici 19. stoletja samostan "dosegel najnižjo točko propada".

### Obnova
Stanje opatije ni ostalo neopaženo. Leta 1844 je bogat mlad posestnik, član parlamenta in velikodušnež Alexander James Beresford Hope obiskal ruševine in ugotovil, da so obžalovanja vredne in jih je kupil. Navdahnjen z misijonarsko vnemo častitega Edwarda Coleridgea so Hope in drugi donatorji dali dodaten denar za obnovo in gradnjo zgradb za vzpostavitev kolegija za usposabljanje mladih moških, ki bi bili misijonarji v britanskih kolonijah. Ta zamisel je imela dva namena: izobraževanje misijonarjev ter izkopavanje in ohranjanje opatije.  Misijonarski kolidž Svetega Avguština je obstajal do leta 1947.  V noči na 31. maj 1942 so bile njegove zgradbe tako hudo poškodovane zaradi nemškega bombardiranja, da je akademija prenehala delovati. 
Od leta 1952 do 1967 so stavbe kolidža uporabljali kot osrednji kolidž anglikanske skupnosti. 
Od leta 1976 je zgradbe kolidža skupaj z nekaterimi novimi uporabljala Kraljeva šola v Canterburyju za nastanitev in šolsko knjižnico. Ta del opatije svetega Avguština je kupila šola leta 1994. 
Ruševine opatije so zdaj na Unescovem seznamu svetovne dediščine in zanje skrbi English Heritage. 

## Galerija
- Ruševine anglosaške cerkve svetega Pankracija na ozemlju svetega Avguština
- Ruševine rotunde in ladje cerkve svetega Petra in Pavla na ozemlju svetega Avguština
- Pogled z ruševin svetega Avguština na stolnico
- Grobnica Mellitusa, Justa in Lovrenca, prvih nadškofov Canterburyja